# Eosentomon ruiliense
Eosentomon ruiliense är en urinsektsart som beskrevs av Xie 2000. Eosentomon ruiliense ingår i släktet Eosentomon och familjen trakétrevfotingar. Inga underarter finns listade i Catalogue of Life.